# Operacions navals de la Guerra de la Revolució Americana
La Guerra de la Independència dels Estats Units d'Amèrica va observar una sèrie de maniobres i batalles militars que van implicar forces navals de l'Armada Reial Britànica i de l'Armada Continental des de 1775, i de la Marina francesa des de 1778. Si bé els britànics gaudien de victòries més numèriques, aquestes batalles van culminar en la rendició de la força de l'exèrcit britànic del tinent general comte Charles Cornwallis, un esdeveniment que va portar directament al començament de negociacions de pau serioses i al final de la guerra.
Des del començament de les hostilitats, l'estació britànica d'Amèrica del Nord, sota el comandament de Samuel Graves, va bloquejar els principals ports colonials i va realitzar incursions contra les comunitats patriotes. Les forces colonials van poder fer poc per aturar aquests desenvolupaments a causa de la supremacia naval britànica. El 1777, els corsaris colonials van fer incursions a les aigües britàniques capturant vaixells mercants, que van portar als ports francesos i espanyols, tot i que ambdós eren oficialment neutrals. En busca de desafiar Gran Bretanya, França va signar dos tractats amb els Estats Units el febrer de 1778, però finalment va declarar la guerra a la Gran Bretanya. El risc d'una invasió francesa va obligar els britànics a concentrar les seves forces al Canal de la Mànega, deixant les seves forces a Amèrica del Nord vulnerables als atacs.
França va entrar oficialment a la guerra el 17 de juny de 1778, i els vaixells francesos enviats a l'hemisferi occidental van passar la major part de l'any a les Índies Occidentals, i només van navegar cap a les Tretze Colònies des de juliol fins a novembre. En la primera campanya franco-estatunidenca, una flota francesa comandada pel comte Charles Henri Hector d'Estaing va intentar desembarcaments a Nova York i Newport, però a causa d'una combinació de mala coordinació i mal temps, d'Estaing i el vicealmirral de les forces navals Richard Howe no es van implicar durant el 1778. Després que la flota francesa va marxar, els britànics van dirigir la seva atenció cap al sud. El 1779, la flota francesa va tornar a ajudar les forces estatunidenques a intentar recuperar Savannah de les forces britàniques, tot i que no van poder vènces als britànics fins a finals del 1782.
El 1780, una altra flota i 6.000 soldats comandats pel tinent general comte Jean-Baptiste de Rochambeau, van desembarcar a Newport i poc després van ser bloquejats pels britànics. A principis de 1781, el general George Washington i el comte de Rochambeau van planificar un atac contra els britànics a la zona de la badia de Chesapeake, coordinats amb l'arribada d'una gran flota des de les Antilles comandada pel comte François Joseph Paul de Grasse. El vicealmirall britànic George Brydges Rodney, qui feia un seguiment de Grasse al voltant de les Índies Occidentals, va ser alertat de la sortida d'aquest, però no estava segur de la destinació del vicealmirall francès. Creient que de Grasse retornaria una part de la seva flota a Europa, Rodney va separar 15 vaixells de línia comandats per Samuel Hood amb ordres de trobar la destinació de Grasse a Amèrica del Nord. Rodney, que estava malalt, va navegar cap a Europa amb la resta de la seva flota amb l'objectiu de recuperar-se, restablir la seva flota i evitar la temporada d'huracans de l'Atlàntic.
Les forces navals britàniques a Amèrica del Nord i les Índies Occidentals eren més febles que les flotes combinades de França i Espanya i, després de molta indecisió per part dels comandants navals britànics, la flota francesa va obtenir el control sobre la badia de Chesapeake, desembarcant forces a prop de Yorktown. La Marina Reial britànica va intentar disputar aquest control en la batalla clau de Chesapeake el 5 de setembre, però Thomas Graves va ser derrotat. Protegides del mar pels vaixells francesos, les forces franco-americanes van envoltar, assetjar i forçar la rendició de les forces britàniques comandades pel general Cornwallis, finalitzant grans operacions a Amèrica del Nord.
Quan la notícia va arribar a Londres, el govern de Lord Frederick North va caure i el següent minsteri de Rockingham va entrar en negociacions de pau. Aquests van culminar amb el Tractat de París de 1783, en què el rei Jordi III reconeixia la independència dels Estats Units d'Amèrica.

## Les primeres accions, 1775–1778

### Les primeres escaramusses
Les batalles de Lexington i Concord el 19 d'abril de 1775 va atreure milers de milicians de tota Nova Anglaterra fins a les ciutats que envolten Boston. Aquests homes van romandre a la zona i el seu nombre va créixer, situant les forces britàniques a Boston sota setge quan van bloquejar tot l'accés terrestre a la península. Els britànics encara van poder navegar amb subministraments des de Nova Escòcia, Providence i altres llocs perquè el port va romandre sota control naval britànic. Les forces colonials no van poder fer res per aturar aquests enviaments a causa de la supremacia naval de la flota britànica i l'absència completa de cap tipus de vaixells armats rebels a la primavera de 1775. Tot i això, mentre els britànics van poder reabastir la ciutat per mar, els habitants i les forces britàniques només disposaven de petites racions i els preus van augmentar ràpidament. El vicealmirall Samuel Graves va comandar a la Marina Reial al voltant de l'ocupada Bospotato catton sota el lideratge general del governador general Thomas Gage. Graves van contractar un magatzem a l'illa de Noddle per a una varietat d'importants subministraments navals, fenc i bestiar, que va considerar que eren importants a preservar, a causa de la «gairebé impossibilitat de substituir-los en aquesta situació».

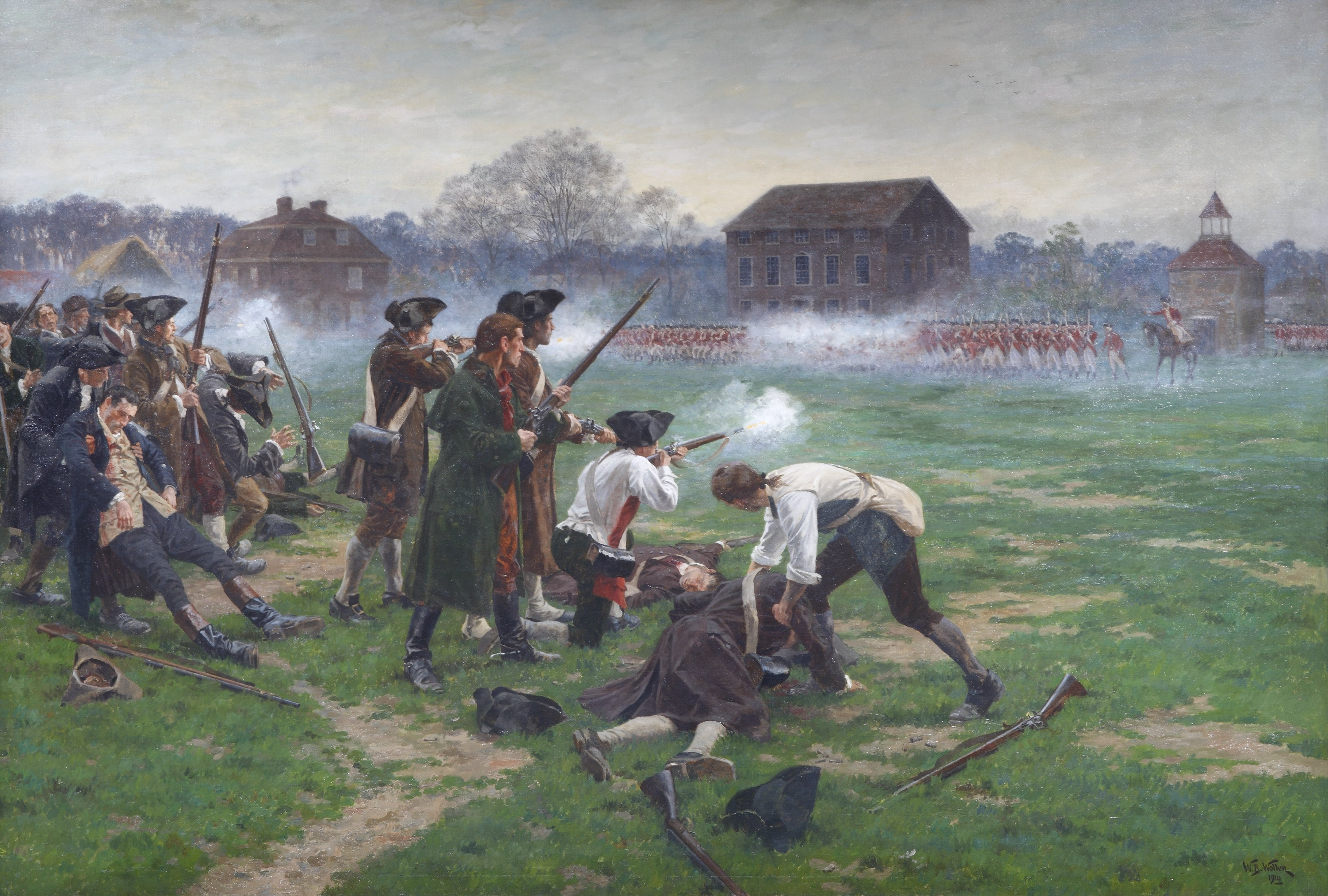
La batalla de Lexington, el 19 d'abril de 1775. Oli sobre tela de William Barns Wollen, 1910. Museu de l'Exèrcit Nacional, Londres
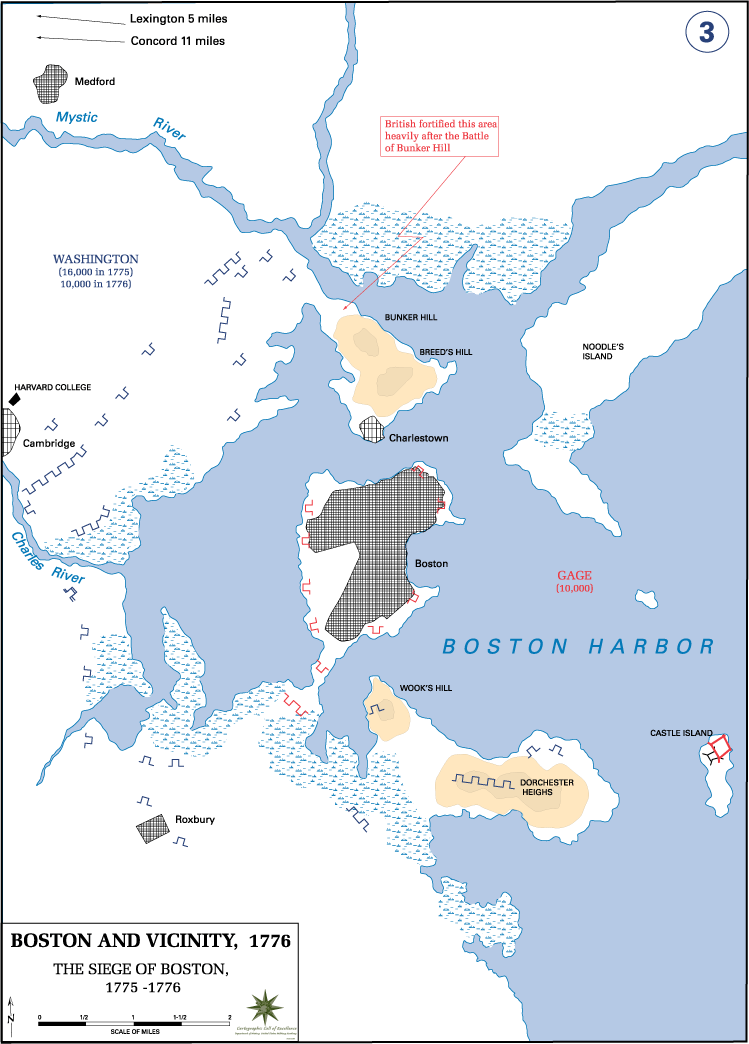
Setge de Boston, 1775-1776
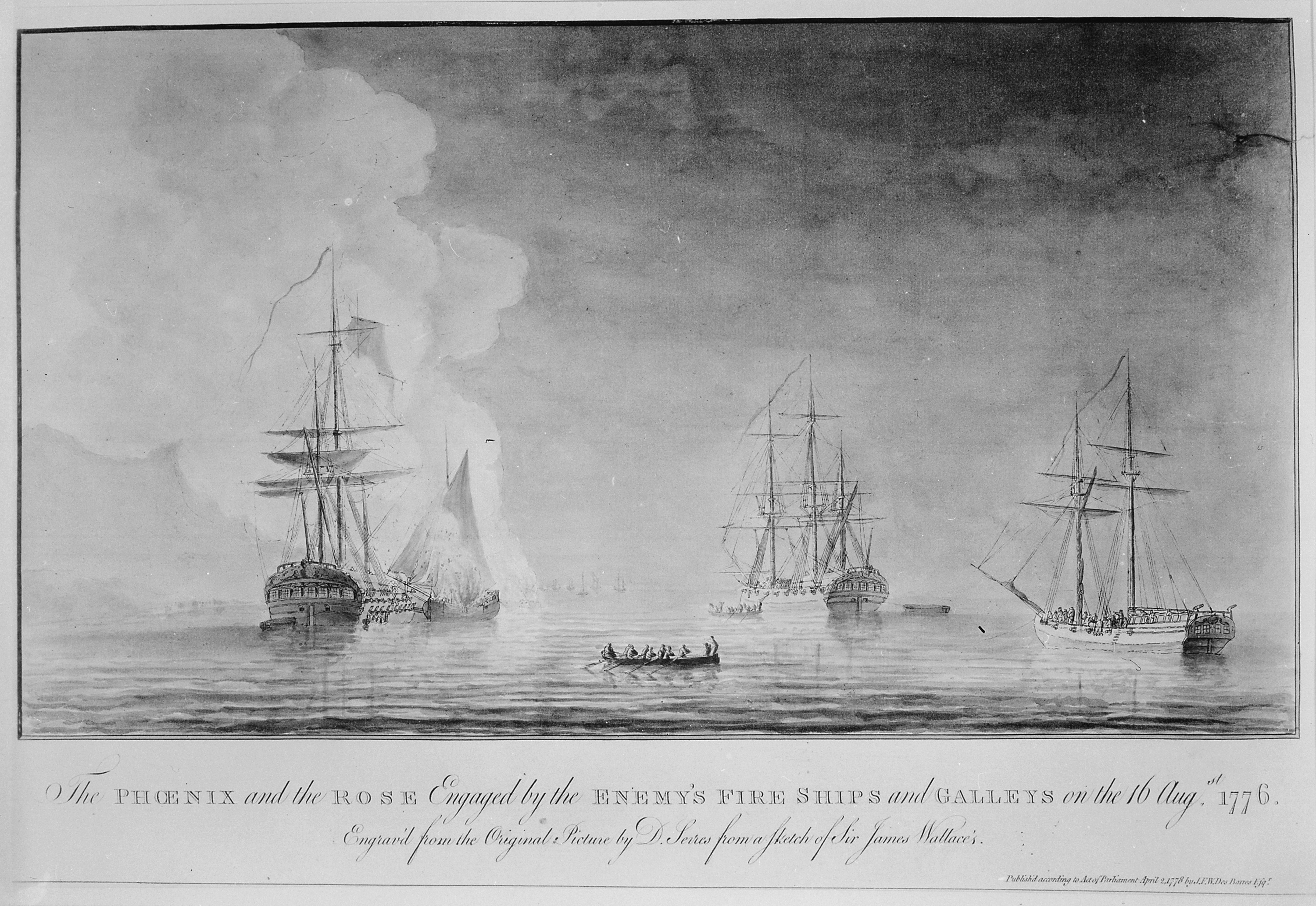
Els vaixells britànics HMS Phoenix i HMS Rose atacats per vaixells colonials

Durant el setge, degut l'escassetat de recursos dins de la ciutat més breus durant el dia, les tropes britàniques van ser enviades de del port de Boston per atacar granges per subministrar-se. Graves, aparentment actuant sobre la intel·ligència que els colonials podrien atacar a les illes, van enviar tropes a prop de l'illa de Noddle. Les fonts no estan d'acord amb el fet de si va haver-hi tropes estacionades a l'illa de Noddle per protegir el subministrament naval. Com a resposta, els colonials van començar a netejar qualsevol cosa útil per als britànics a Noddle Island i Hog Island. Graves al seu vaixell almirall HMS Preston, observant això, va fer un senyal perquè els soldats desembarquessin a l'illa de Noddle i van ordenar la goleta armada HMS Diana, sota el comandament del seu nebot el tinent Thomas Graves, que navegués cap a Chelsea Creek per tallar-la la ruta dels colonials. Aquesta acció impugnada va resultar en la pèrdua de dos soldats britànics i la captura i destrucció del Diana. Aquest contratemps va impulsar a Graves a traslladar el vaixell de línia HMS Somerset (que havia estat ancorat a les aigües poc profundes entre Boston i Charlestown), cap a aigües més profundes a l'est de Boston, on tindria millorat maniobrabilitat si fos disparat des de terra. Més tard, també va enviar un destacament de regulars per assegurar l'illa de Noddle; els colonials s'havien retirat o destruït tot el que havia de valor a l'illa.
La necessitat de materials de construcció i d'altres subministraments va portar a l'almirall Graves a autoritzar un comerciant lleialista a enviar els seus dos vaixells Unity i Polly des de Boston cap a Machias (al districte de Maine), escortats per la goleta armada Margaretta sota el comandament de James Moore, un mariner del Preston, el vaixell almirall de Graves. Moore també va encarregar recuperar el que pogués del naufragi del HMS Halifax, que es creu que va ser encallat a la badia de Machias per un pilot patriota el febrer de 1775. Després d'una acalorada negociació, els habitants de Machias van capturar els vaixells mercants i la goleta després d'una curta batalla en què Moore va ser assassinat. Jeremiah O'Brien va equipar immediatament una de les tres embarcacions capturades amb els seus homes, la va armar amb els canons i els pedrers agafats del Margaretta i va canviar el seu nom per Machias Liberty. El juliol del 1775, Jeremiah O'Brien i Benjamin Foster van capturar dos goletes armades britàniques més, Diligent i Tatamagouche, els oficials dels quals van ser capturats quan arribaven a terra, prop de Bucks Harbour. L'agost de 1775, el Congrés provincial va reconèixer formalment els seus esforços, encarregant tant al Machias Liberty com a Diligent a l'Armada de Massachusetts, amb Jeremiah O'Brien com a comandant. La comunitat es va convertir en una base per a corsaris fins al final de la guerra.
La seva resistència, i la d'altres comunitats costaneres, van portar a Graves a autoritzar una expedició de represàlia a l'octubre que l'únic acte significatiu va ser la crema de Falmouth. El 30 d'agost, el capità de la Royal Navy James Wallace, al comandament del HMS Rose, va disparar contra la ciutat de Stonington, després que els seus ciutadans impedissin a la licitació de Rose de capturar un vaixell que havia perseguit al port. Wallace també va disparar contra la ciutat de Bristol, a l'octubre, després que els seus habitants es neguessin a lliurar-li bestiar. La indignació de les colònies per aquestes accions va contribuir a la aprovació de la legislació pel Segon Congrés Continental que va establir l'Armada Continental. L'armada estatunidenca reconeix el 13 d'octubre de 1775 com a data de la seva creació oficial; el Segon Congrés Continental havia establert l'Armada Continental a finals del 1775. En aquest dia, el Congrés va autoritzar la compra de dos vaixells armats per atacar vaixells mercants britànics; aquests vaixells es van convertir Andrew Doria i Cabot. El primer vaixell encarregat va ser Alfred, que va ser comprat el 4 de novembre i entregat al capità Dudley Saltonstall el 3 de desembre. John Adams va redactar el seu primer reglament de govern, adoptat pel Congrés Continental el 28 de novembre de 1775, que va romandre vigent durant tota la Revolució. La resolució de Rhode Island, reconsiderada pel Congrés Continental, va ser aprovada el 13 de desembre de 1775, autoritzant la construcció de tretze fragates en els propers tres mesos, cinc vaixells de 32 canons, cinc amb 28 canons i tres amb 24 canons.

### La creació de l'Armada Continental
La desesperada escassetat de pólvora de què disposava l'Exèrcit Continental havia portat al Congrés a organitzar una expedició naval, un dels objectius de la qual era la presa del subministrament militar de Nassau. Si bé les ordres del Congrés a Esek Hopkins, el capità de la flota seleccionada per dirigir l'expedició, només incloïen instruccions per patrullar i atrapar objectius navals britànics a la costa de Virgínia i Carolina, es van donar instruccions addicionals a Hopkins en reunions secretes del Comitè Naval del Congrés. Les instruccions que Hopkins va emetre als capitans de la seva flota abans que partís del cap de Henlopen (Delaware) el 17 de febrer de 1776, incloïen instruccions per reunir-se a la Gran Illa Abaco de les Bahames. La flota que Hopkins va enviar estava formada pels vaixells Alfred, Hornet, Wasp, Fly, Andrew Doria, Cabot, Providence, i Columbus. A més de les tripulacions dels vaixells, portava 200 soldats sota el comandament de Samuel Nicholas. A principis de març, la flota (reduïda degut a una complicació dels subministraments durant la ruta) va desembarcar els soldats a l'illa de Nova Providència i va capturar la ciutat de Nassau a les Bahames. Després de carregar els vaixells de la flota (ampliada per incloure dos vaixells capturats), amb material militar, la flota va navegar cap al nord el 17 de març, enviant un vaixell a Filadèlfia, mentre que la resta de la flota va navegar pel canal Block Island, amb el governador Browne i altres funcionaris com a presoners. Els brots de diverses malalties, incloses les febres i la verola, que van generar una reducció important de l'eficàcia de la tripulació, van marcar el viatge de la flota.

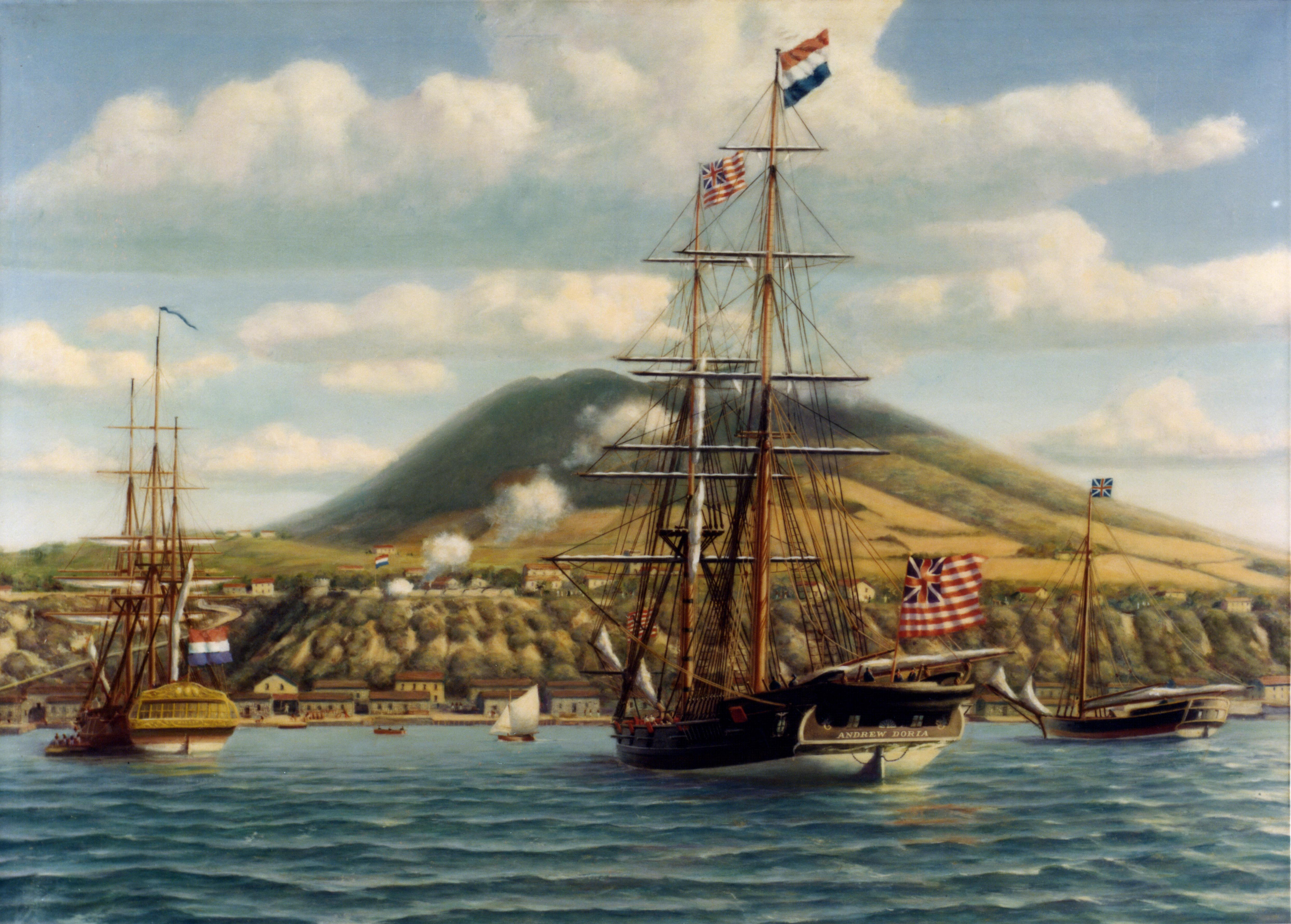
Andrew Doria
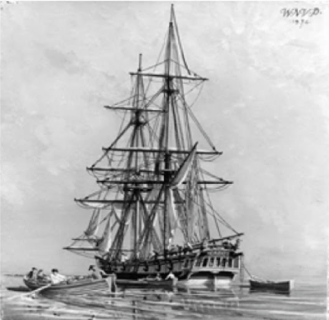
USS Cabot
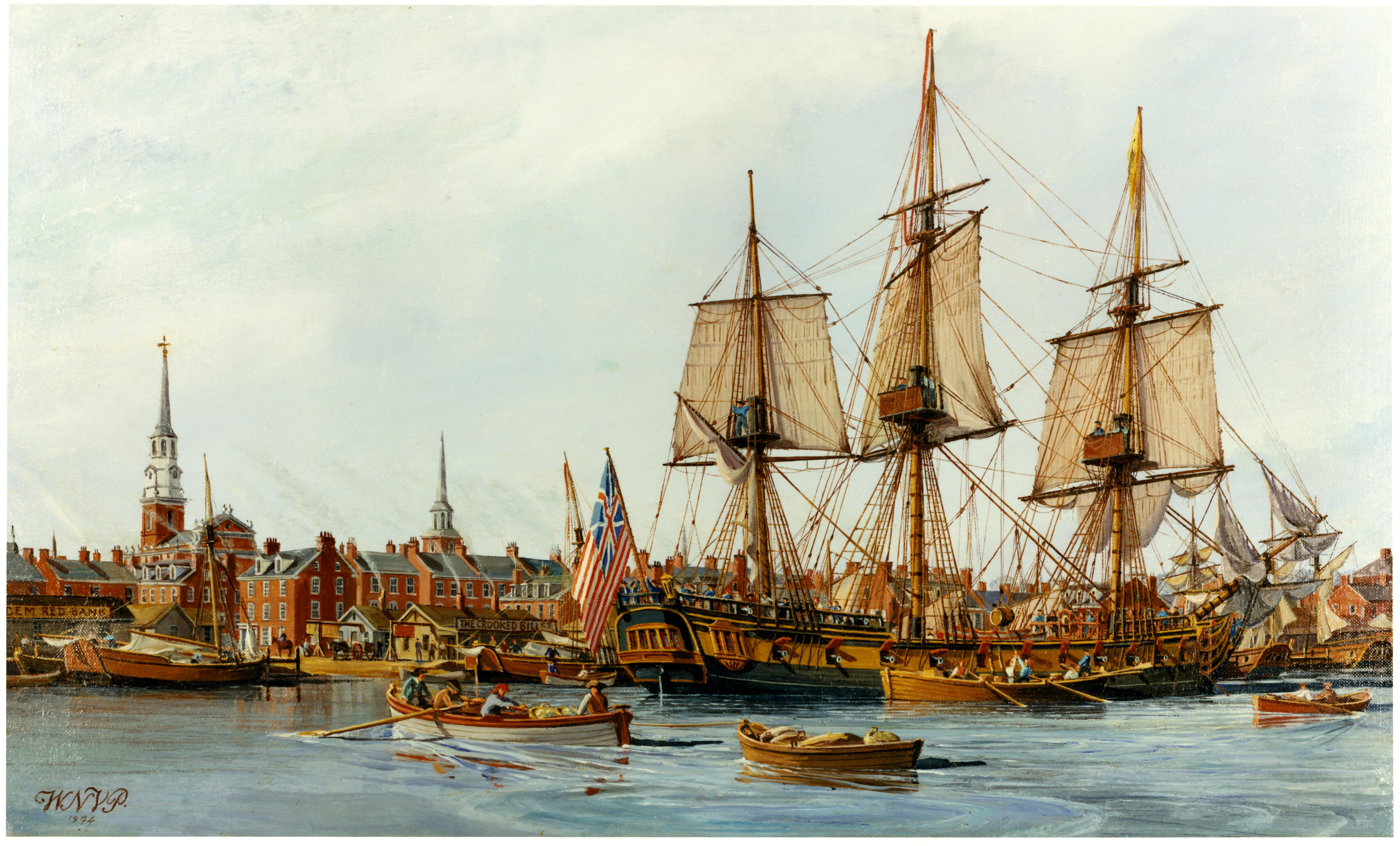
USS Alfred
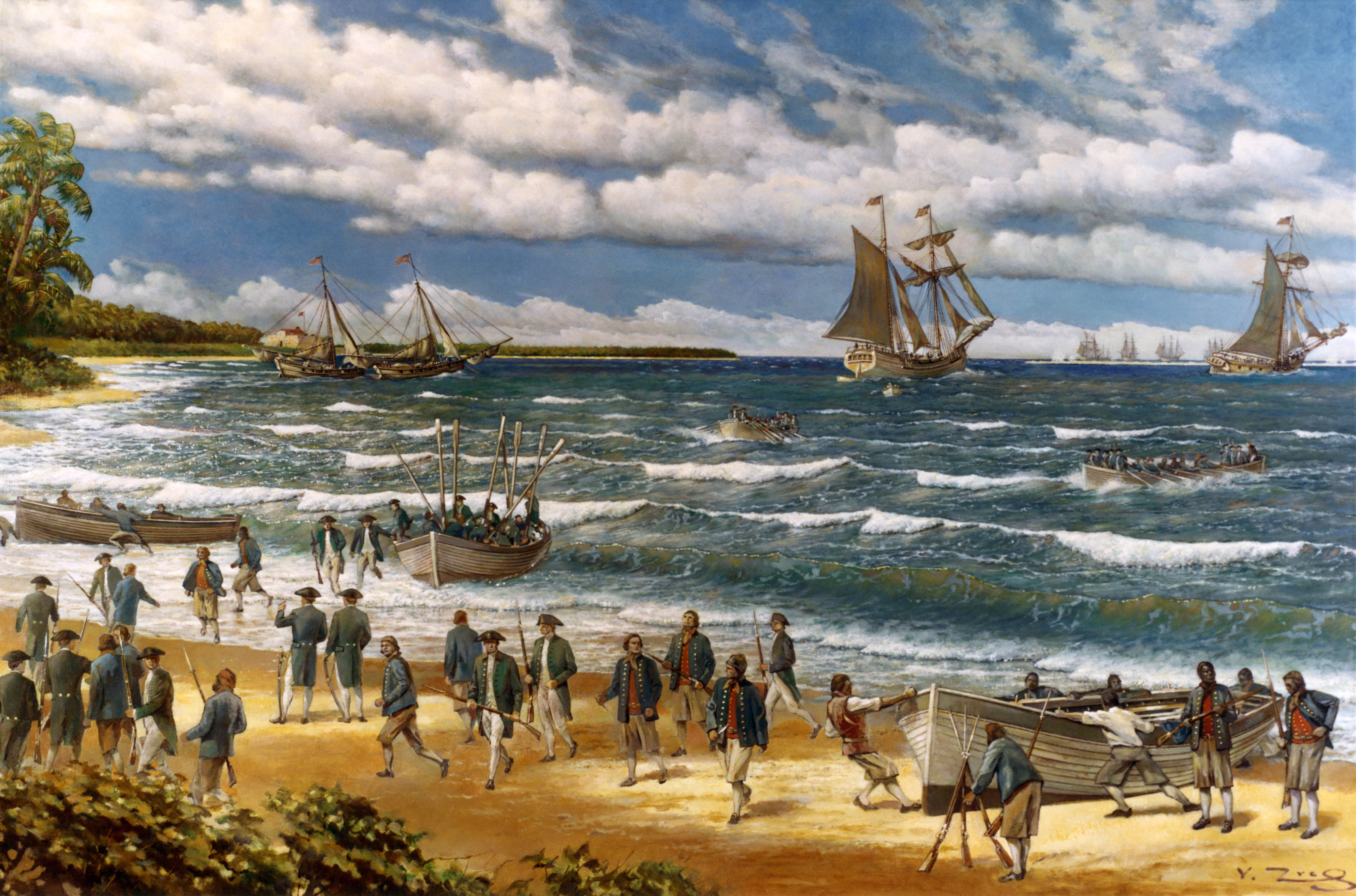
Soldats estatunidencs desembarcant a Nova Providència durant la batalla de Nassau

El viatge de retorn va ser tranquil fins que la flota va arribar a les aigües de Long Island. El 4 d'abril, la flota es va trobar i va capturar un vaixell britànic, el Hawk, carregat de subministraments. L'endemà van capturar un segon vaixell, el Bolton, que també estava carregat de subministrament, a més d'armes i pólvora. Amb l'esperança d'aconseguir botins més fàcils, aquella nit Hopkins va continuar navegant per Block Island i va dividir la flota en dues columnes. La necessitat de preparar els vaixells per poder emmagatzemar tots el botins va reduir l'eficàcia de lluita dels vaixells de la flota. La flota finalment va trobar resistència el 6 d'abril, quan es va trobar amb el Glasgow, un navili de línia de sisena classe pesat i fortament armat. En aquesta acció, el Glasgow va aconseguir escapar de la captura, danyant greument el Cabot durant el procés, ferint al seu capità, el fill de Hopkins, John Burroughs Hopkins, i matant o ferint onze persones més. El capità de l'Andrew Doria, Nicholas Biddle, va descriure la batalla com a «helter-skelter». Van arribar a New London (Connecticut) el 8 d'abril.
Tot i que el president del Congrés Continental, John Hancock, va elogiar Hopkins pel rendiment de la flota, el seu fracàs a la captura del Glasgow va donar als opositors de l'Armada a dins i fora del Congrés oportunitats per a criticar-la. Nicholas Biddle va escriure sobre l'acció, «Mai va ocórrer un assumpte imprudent i mal portat». Abraham Whipple, capità del Columbus, va suportar rumors i acusacions de covardia durant un temps, però finalment va demanar que un tribunal militar li netegés el nom. Celebrat el 6 de maig per un jurat format per oficials que havien estat al creuer, va ser «netejat de covardia», tot i que va ser criticat per errors de judici. John Hazard, capità del Providence, no va ser tan afortunat. Acusat pels seus oficials subordinats amb diversos delictes, inclòs l'abandonament del deure durant l'acció contra el Glasgow, va ser condemnat per un tribunal militar i obligat a renunciar a la seva comissió.
Hopkins va ser examinat pel Congrés per qüestions relacionades amb aquesta acció. Havia infringit les seves ordres escrites navegant cap a Nassau en lloc de Virgínia i les Carolines, i havia distribuït la mercaderia obtinguda durant el viatge a Connecticut i Rhode Island sense consultar el Congrés. Va ser censurat per aquestes transgressions i destituït de la Marina el gener de 1778 després de noves controvèrsies, inclosa la no-navegació de la flota (diversos vaixells van patir escassetat de tripulants i també van quedar atrapats a Providence per l'ocupació britànica de Newport el 1776). Les forces estatunidenques no eren prou fortes per allotjar allà la guarnició britànica, que també tenia el suport dels vaixells britànics que utilitzaven Newport com a base.
Al llac Champlain, Benedict Arnold va supervisar la construcció de 12 vaixells per protegir l'accés de la part navegable del riu Hudson de l'avanç de les forces britàniques. Una flota britànica va destruir la flota d'Arnold a la batalla de l'illa de Valcour, però la presència de la flota al llac va aconseguir frenar l'avanç britànic fins l'arribada de l'hivern, abans que poguessin capturar el Fort Ticonderoga. A mitjan 1776, diversos vaixells, que van incloure fins a les tretze fragates aprovades pel Congrés, estaven en construcció, però la seva efectivitat era limitada; van ser completament superades per la poderosa Royal Navy, i gairebé totes van ser capturades o enfonsades el 1781.
Els corsaris van tenir cert èxit amb 1.697 patents de cors publicades pel Congrés. Els estats i els agents americans a Europa i al Carib també van emetre patents. Tenint en compte les duplicacions, diverses autoritats van emetre més de 2.000 patents. Lloyd's de Londres va estimar que els corsaris estatunidencs van capturar 2.208 vaixells britànics, que ascendien a gairebé 66 milions de dòlars, una suma important en aquell moment.

## França entra a la guerra, 1778–1780

### Els moviments dels francesos
Per al primer primer intent de cooperació amb els estatunidencs, França va enviar al vicealmirall comte Charles Henri Hector d'Estaing, amb una flota de 12 vaixells de línia i algunes tropes de l'exèrcit francès a Amèrica del Nord l'abril de 1778, amb ordres de bloquejar la flota britànica al riu Delaware. Tot i que els líders britànics tenien una informació que probablement d'Estaing es dirigia cap a Amèrica del Nord, les diferències polítiques i militars dins del govern i la marina van retardar la resposta britànica, permetent-li navegar sense trobar oposició a través de l'estret de Gibraltar. No va ser fins a principis de juny que una flota de 13 vaixells de línia sota el comandament del vicealmirall John Byron va abandonar les aigües europees per perseguir-lo. La travessa atlàntica de d'Estaing va trigar tres mesos, però Byron (que va ser anomenat «Foul-weather Jack» per la seva mala sort repetida amb el clima) també va endarrerir-se pel mal temps i no va arribar a Nova York fins a mitjans d'agost.
Els britànics van evacuar la població de Filadèlfia cap a la ciutat de Nova York abans de l'arribada d'Estaing, i la seva flota ja no es trobava al riu quan la flota francesa va arribar a la badia del Delaware a principis de juliol. D'Estaing va decidir marxar cap a Nova York, però el seu port ben defensat va suposar un desafiant desconcertant a la flota francesa. Com que els pràctics francesos i estatunidencs creien que els seus vaixells més grans no serien capaços de navegar entre els bancs de sorra del port de Nova York, els seus líders van decidir desplegar les seves forces contra Newport (Rhode Island), ocupada per britànics. Mentre d'Estaing es trobava fora del port, el tinent general britànic Sir Henry Clinton i l'almirall Lord Richard Howe van enviar una flota de transports que transportava 2.000 soldats per reforçar Newport a través de Long Island Sound; aquests van arribar a la seva destinació el 15 de juliol, augmentant la guarnició del general major Sir Robert Pigot amb més de 6.700 homes.

### Els francesos arriben a Newport
El 22 de juliol, quan els britànics van considerar que la marea era prou alta perquè els vaixells francesos poguessin creuar el banc de sorra, d'Estaing va navegar des de la seva posició per fora del port de Nova York. Inicialment va navegar cap al sud abans de girar cap al nord-est, en direcció a Newport. La flota britànica de Nova York, vuit vaixells de línia sota el comandament de Lord Richard Howe, van sortir al seu pas després que descobrissin que el seu destí era Newport. D'Estaing va arribar a Point Judith el 29 de juliol, i es va reunir immediatament amb els generals majors Nathanael Greene i Gilbert du Motier, marquès de La Fayette, per desenvolupar un pla d'atac. La proposta del general major John Sullivan era que els estatunidencs passessin a la riba oriental de l'illa d'Aquidneck (Rhode Island) des de Tiverton, mentre que les tropes franceses concentrades a l'illa de Conanicut creuarien des de l'oest, envoltant un destacament de soldats britànics a Butts Hill, a la part nord de l'illa. L'endemà, d'Estaing va enviar fragates al riu Sakonnet (el canal a l'est d'Aquidneck) i al canal principal que conduïa cap a Newport.

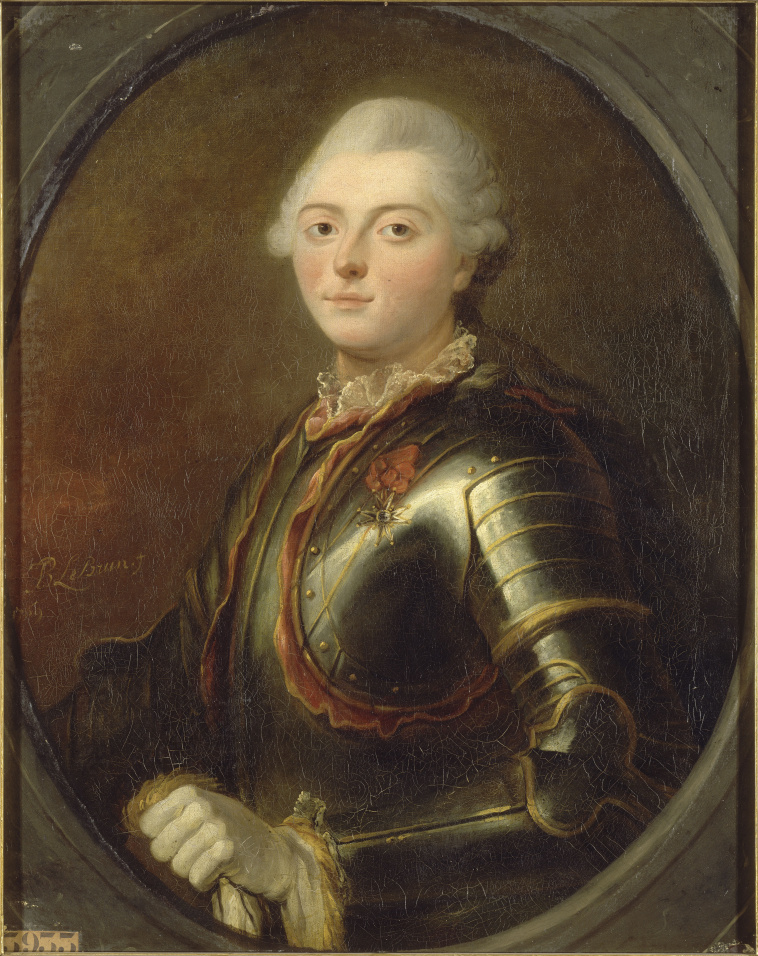
Comte d'Estaing. Retrat de Jean-Baptiste-Pierre Lebrun, 1769
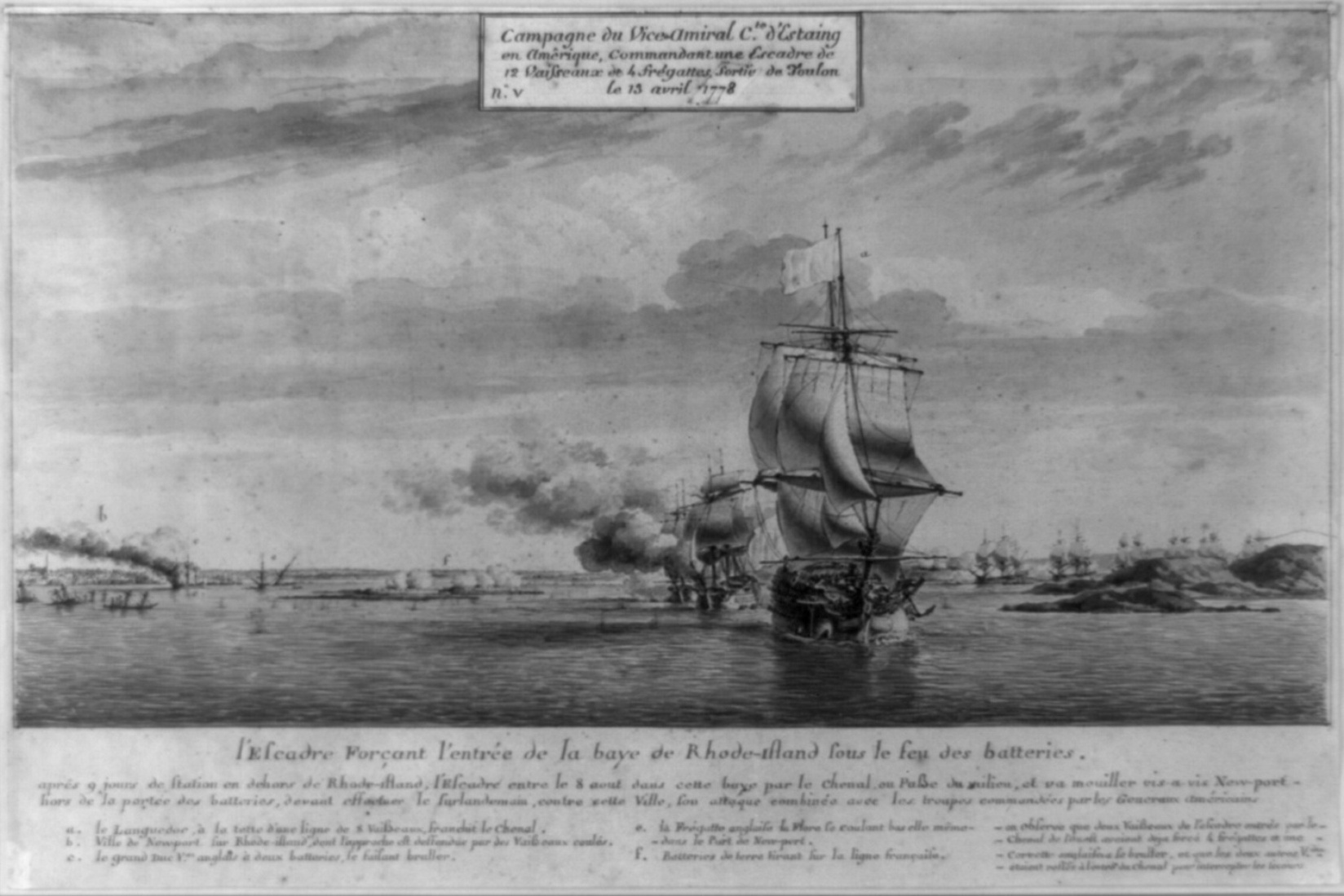
Arribada de l'esquadra d'Estaing a Newport el 8 d'agost de 1778. Gravat de Pierre Ozanne
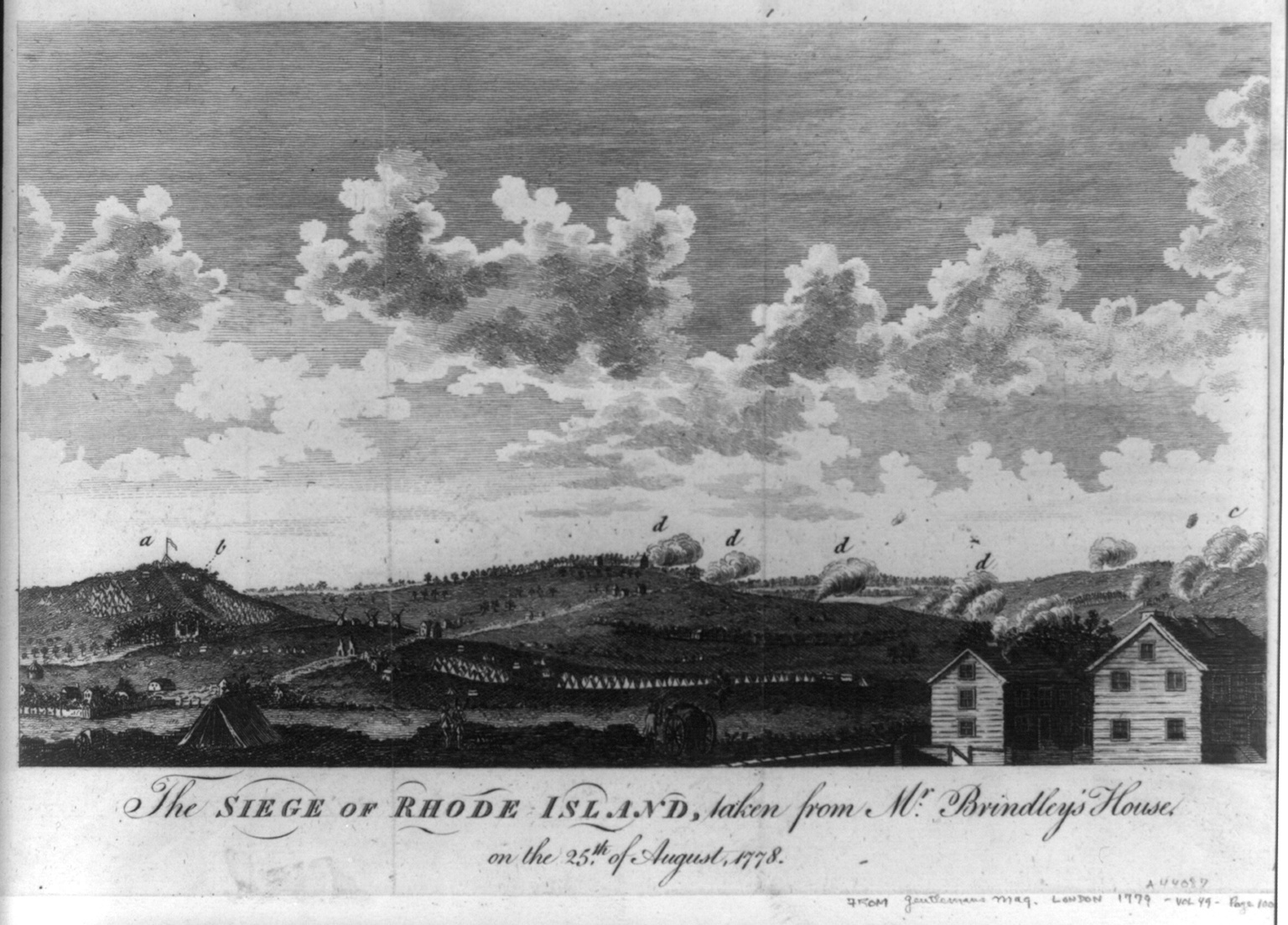
El setge de Rhode Island, vist des de la casa del senyor Brindley el 25 d'agost de 1778. Il·lustració en la revista The Gentleman, 1779
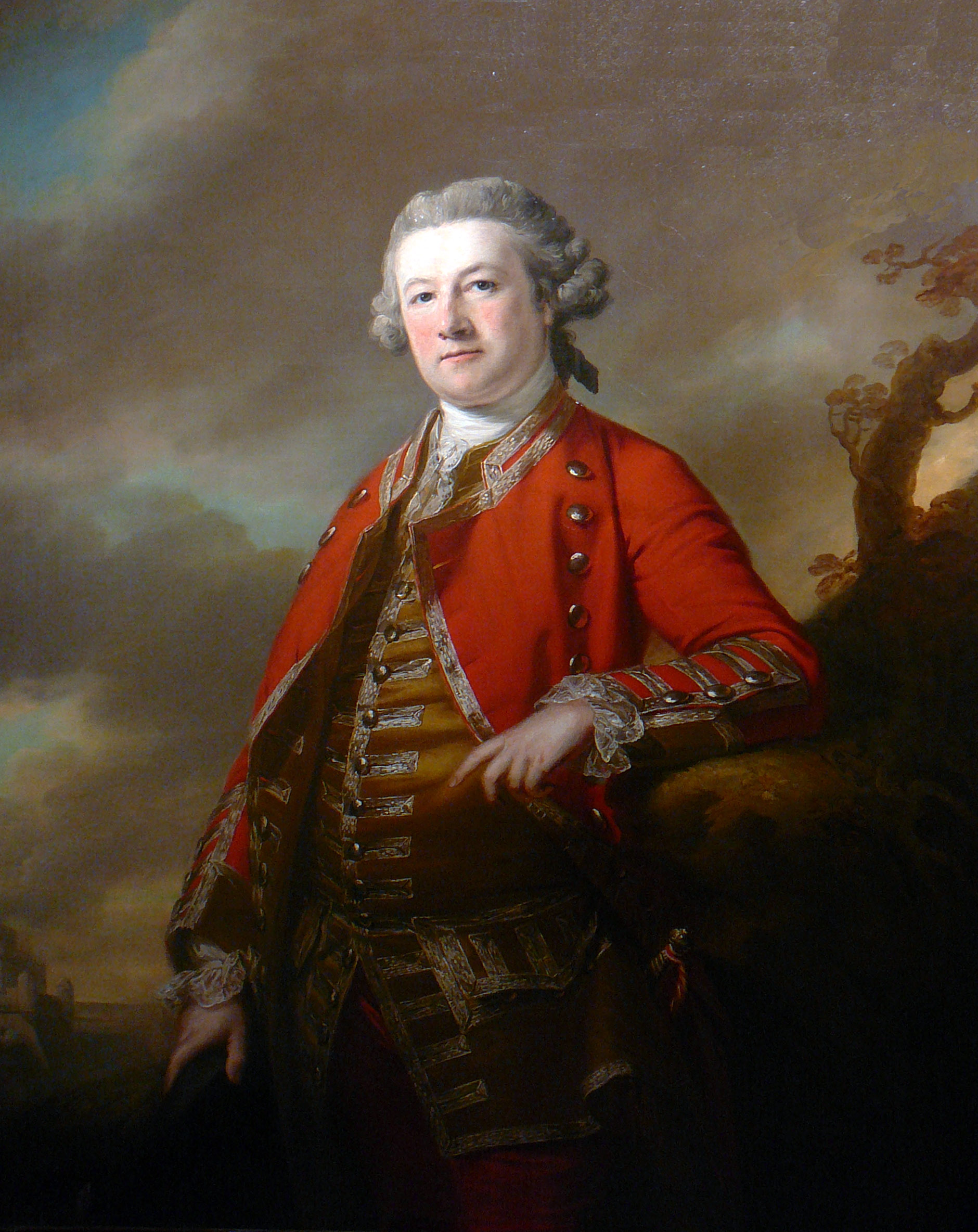
Sir Robert Pigot. Retrat de Francis Cotes, c. 1765

A mesura que les intencions aliades es feien clares, el general Pigot va decidir reorganitzar les seves forces en una postura defensiva, retirant les tropes de l'illa de Conanicut i de Butts Hill. També va decidir traslladar gairebé tot el bestiar cap a la ciutat, va ordenar l'anivellament dels horts per proporcionar una línia de foc clara i va destruir carruatges i carretes. Els vaixells francesos arribats van enfonsar diversos dels seus vaixells de suport, que van ser cremats abans per evitar la seva captura. Quan els francesos es dirigien pel canal cap a Newport, Pigot va ordenar que els vaixells restants obstaculitzessin els vaixells francesos per dificultar el seu accés al port de Newport. El 8 d'agost d'Estaing va enviar la major part de la seva flota cap al port de Newport.
El 9 d'agost d'Estaing va començar a desembarcar algunes de les seves 4.000 tropes a la propera illa de Conanicut. El mateix dia, el general Sullivan es va assabentar que Pigot havia abandonat Butts Hill. Al contrari amb l'acordat amb d'Estaing, Sullivan va avançar les seves tropes per apoderar-se d'aquest terreny alt, per a evitar que els britànics tornessin a ocupar-lo per la força. Tot i que més tard d'Estaing va aprovar l'acció, la seva reacció inicial, i la d'alguns dels seus oficials, va ser una desaprovació. John Laurens va escriure que l'acció «va donar molta il·lusió als oficials francesos». Sullivan es dirigia a una reunió amb d'Estaing quan aquest va saber que la flota de l'almirall Howe ja havia arribat.

### Els danys per la tempesta
La flota de Lord Howe es va retardar a la sortida de Nova York per vents contraris i va arribar a Point Judith el 9 d'agost. Atès que la flota d'Estaing superava en nombre a la de Howe, l'almirall francès, temorós de que Howe es reforçés més endavant i guanyés un avantatge numèric, va embarcar a les tropes franceses i va sortir cap a la batalla per combatre amb Howe el 10 d'agost. A mesura que les dues flotes es van preparar per combatre i van maniobrar per prendre posicions, va empitjorar i va esclatar una gran tempesta. Mentre va durar, la tempesta va escampar ambdues flotes, perjudicant greument el vaixell almirall francès. També va frustrar els plans de Sullivan per atacar Newport sense el suport francès l'11 d'agost. Mentre Sullivan esperava el retorn de la flota francesa, va iniciar les operacions de setge, apropant-se a les línies britàniques el 15 d'agost, i obrint trinxeres l'endemà al nord-est de la línia britànica fortificada, al nord de Newport.
A mesura que les dues flotes buscaven reagrupar-se, unes quantes naus solitàries es van trobar amb vaixells enemics, i hi va haver diverses escaramusses navals menors; dos vaixells francesos (inclòs el vaixell almirall d'Estaing), que ja havien patit danys per la tempesta, van quedar molt danyats per aquestes trobades. La flota francesa es va reagrupar a Delaware i va tornar cap a Newport el 20 d'agost, mentre que la flota britànica es va reagrupar a Nova York.
Malgrat la pressió dels seus capitans per navegar immediatament cap a Boston per a fer reparacions, d'Estaing va navegar cap a Newport per informar als estatunidencs que no seria capaç de donar-los suport. A la seva arribada el 20 d'agost, va informar a Sullivan i va rebutjar les peticions que els britànics podrien ser obligats a rendir-se en només un o dos dies amb la seva ajuda. De la decisió, d'Estaing va escriure: «Va ser difícil […] de convencer-me que uns sis mil homes ben atrinxerats i amb un fort davant el qual havien excavat trinxeres es podia capturar en vint-i-quatre hores o en dos dies». Qualsevol decisió sobre la flota francesa que romania a Newport també va trobar l'oposició dels capitans d'Estaing, amb els quals va mantenir una relació difícil a causa de la seva arribada a la marina amb un rang alt després del servei a l'exèrcit francès.
D'Estaing va navegar cap a Boston el 22 d'agost.

### D'Estaing es dirigeix cap a Boston

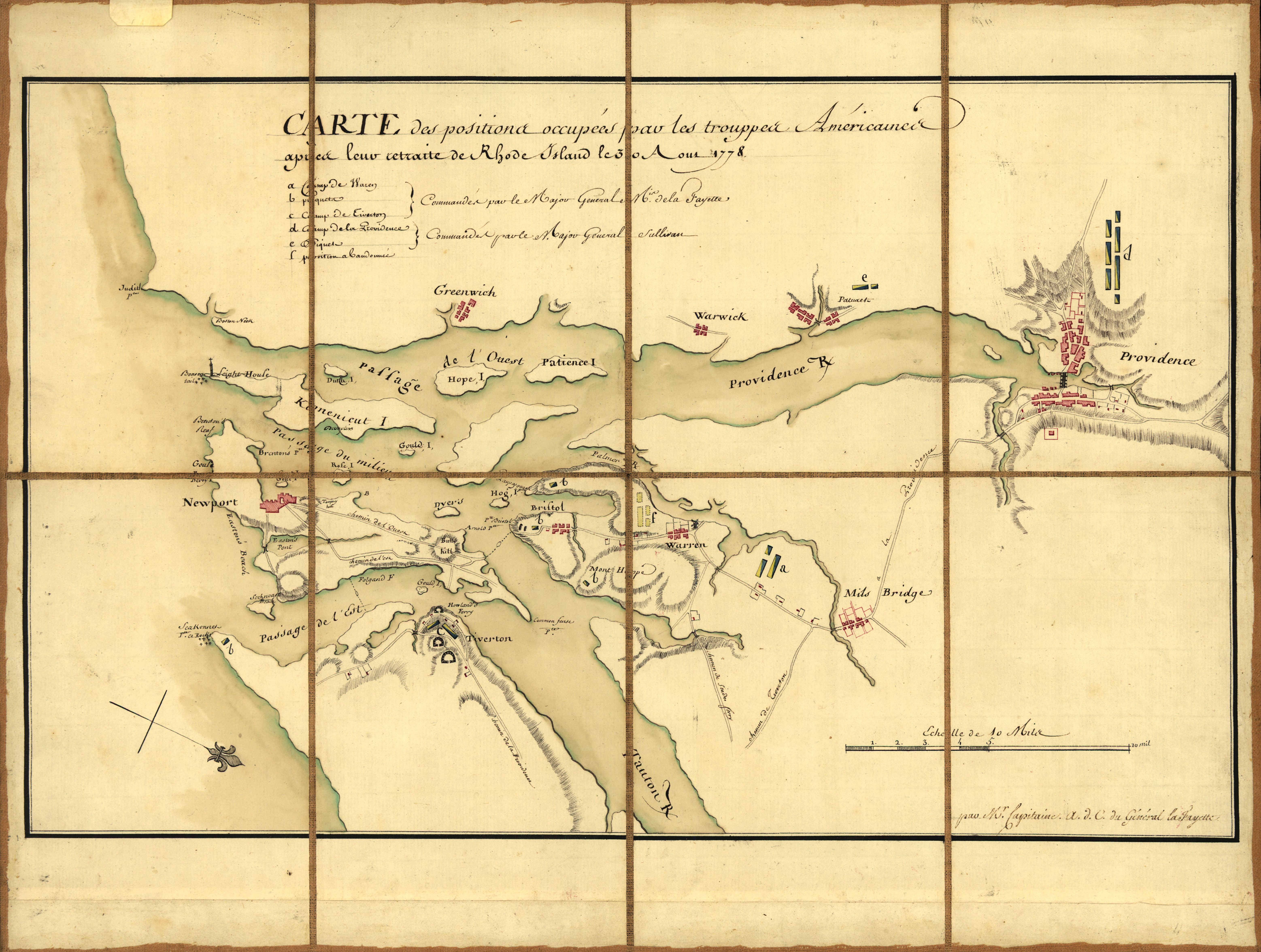
Un mapa militar francès de 1778 que mostra les posicions dels generals La Fayette i Sullivan al voltant de la badia de Newport el 30 d'agost de 1778

La decisió francesa va provocar una onada de ràbia a les files americanes i als seus comandants. Tot i que el general Greene va presentar una queixa que John Laurens va titllar de «sensible i temperamental», el general Sullivan era menys diplomàtic. En una missiva que contenia molt llenguatge irat, va descriure la decisió d'Estaing com «despectiva per a l'honor de França», i va incloure més queixes en ordres del dia que després es van suprimir quan es va calmar. Els escriptors estatunidencs van qualificar la decisió francesa de «deserció» i van assenyalar que «ens van deixar de la manera més Racional».
La sortida francesa va provocar un èxode massiu de la milícia estatunidenca, que va reduir significativament la força estatunidenca. El 24 d'agost, el general George Washington va alertar a Sullivan que Clinton estava reunint una força de socors a Nova York. Aquell vespre, el seu consell va prendre la decisió de retirar-se cap a les posicions del nord de l'illa. Sullivan va continuar buscant ajuda francesa, enviant La Fayette a Boston per negociar més endavant amb d'Estaing.
Mentrestant, els britànics a Nova York no havien estat ociosos. Lord Howe, preocupat per la flota francesa i reforçat per l'arribada de vaixells de l'esquadró de Byron després de patir la tempesta, va sortir per interceptar d'Estaing abans que arribès a Boston. El general Clinton va organitzar una força de 4.000 homes al comandant del general major Charles Grey, i va navegar amb ella el 26 d'agost cap a Newport.
Els escrits irats del general Sullivan van arribar abans que la flota francesa arribés a Boston; la primera reacció de l'almirall d'Estaing va ser un silenci digne. Sota la pressió de Washington i el Congrés Continental, els polítics van treballar per solucionar l'incident mentre d'Estaing estava de bon humor quan La Fayette va arribar a Boston. D'Estaing fins i tot es va oferir d'enviar tropes a l'interior del país per donar suport als estatunidencs: «Em vaig oferir convertir-me en un coronel d'infanteria, sota el comandament d'un que fa tres anys era advocat, i que, certament, devia ser un home incòmode per als seus soldats».
El general Pigot va criticar durament Clinton per no haver enviat forces de suport, que podrien haver derrotat els estatunidencs a l'illa. Va sortir de Newport cap a Anglaterra poc temps després. Newport va ser abandonat pels britànics a l'octubre de 1779 amb l'economia arruinada per la guerra.

### Altres accions
La força de relleu de Clinton i Grey va arribar a Newport el 1r de setembre. Malgrat que l'amenaça s'havia acabat, Clinton va ordenar a Grey d'atacar diverses comunitats a la costa de Massachusetts. L'almirall Howe no va tenir èxit de vèncer d'Estaing, que va ocupar una posició forta a Roads Nantasket quan Howe va arribar allà el 30 d'agost. L'almirall Byron, que va triomfar sobre Howe com a cap de l'estació de Nova York al setembre, tampoc va tenir èxit al bloqueig d'Estaing; la seva flota va ser escampada per una tempesta quan va arribar de Boston, mentre que d'Estaing va navegar cap a les Índies Occidentals.
L'armada britànica a Nova York no havia estat inactiva. El vicealmirall Sir George Collier va participar en diverses incursions amfibies contra les comunitats costaneres des de la badia de Chesapeake fins a Connecticut, i va estudiar les defenses estatunidenques a la vall del riu Hudson. Arribant al riu amb força, va donar suport a la captura del lloc avançat clau de Stony Point, però no va avançar més. Quan Clinton va afeblir la guarnició d'allí per proporcionar homes a les expedicions d'atac, Washington va organitzar un contraatac. El general de brigada Anthony Wayne va dirigir una força que, utilitzant únicament la baioneta, va recuperar Stony Point. Els estatunidencs van optar per no ocupar el lloc, però la seva moral va disminuir un any més tard, quan el seu fracàs de cooperació amb els francesos va provocar un intent infructuós de desallotjar els britànics de Savannah.

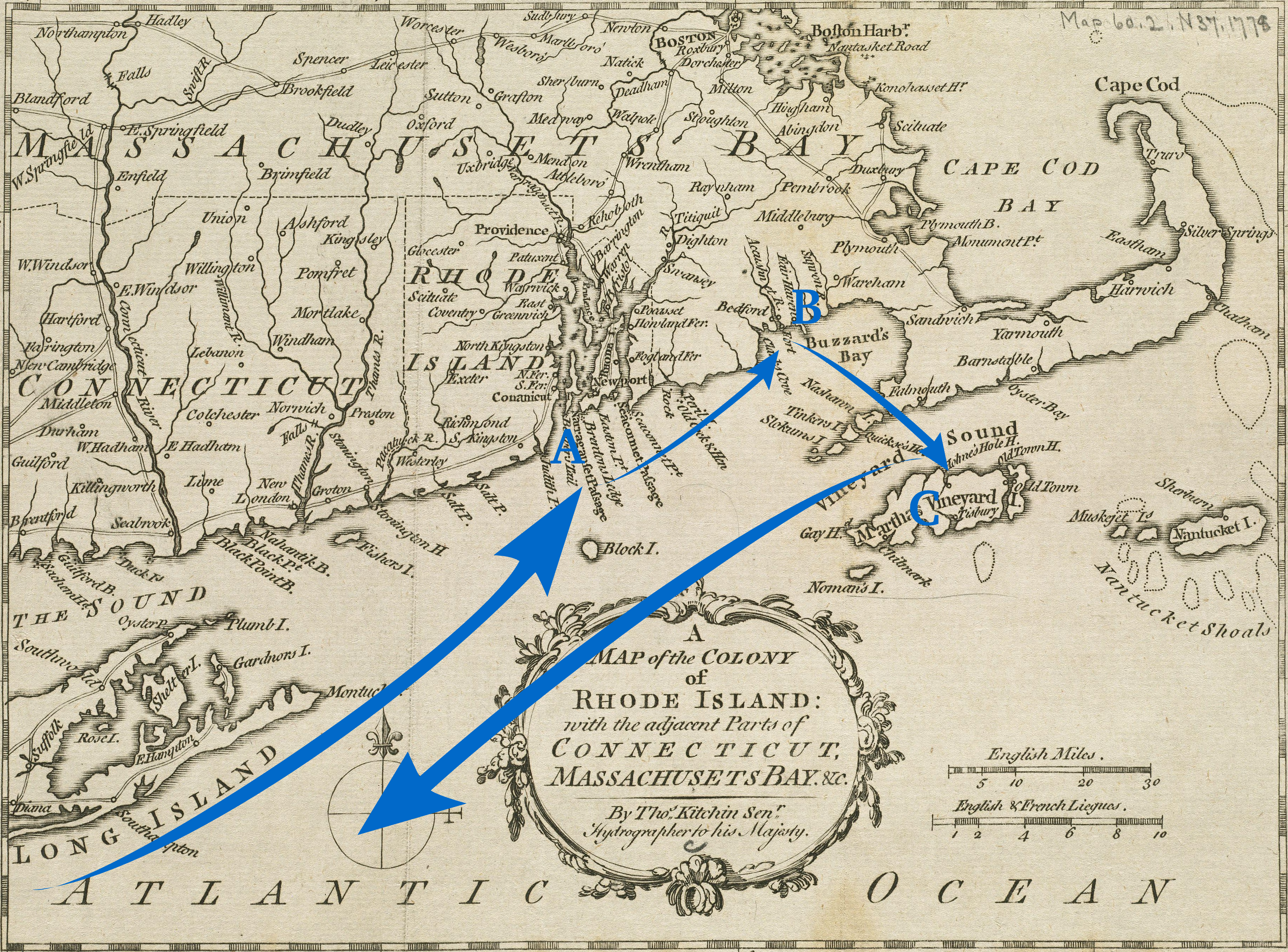
Moviments de la incursió de Grey des de Newport (A) cap a New Bedford (B) i Fairhaven, finalitzant a Martha's Vineyard (C) i tornant cap a Nova York
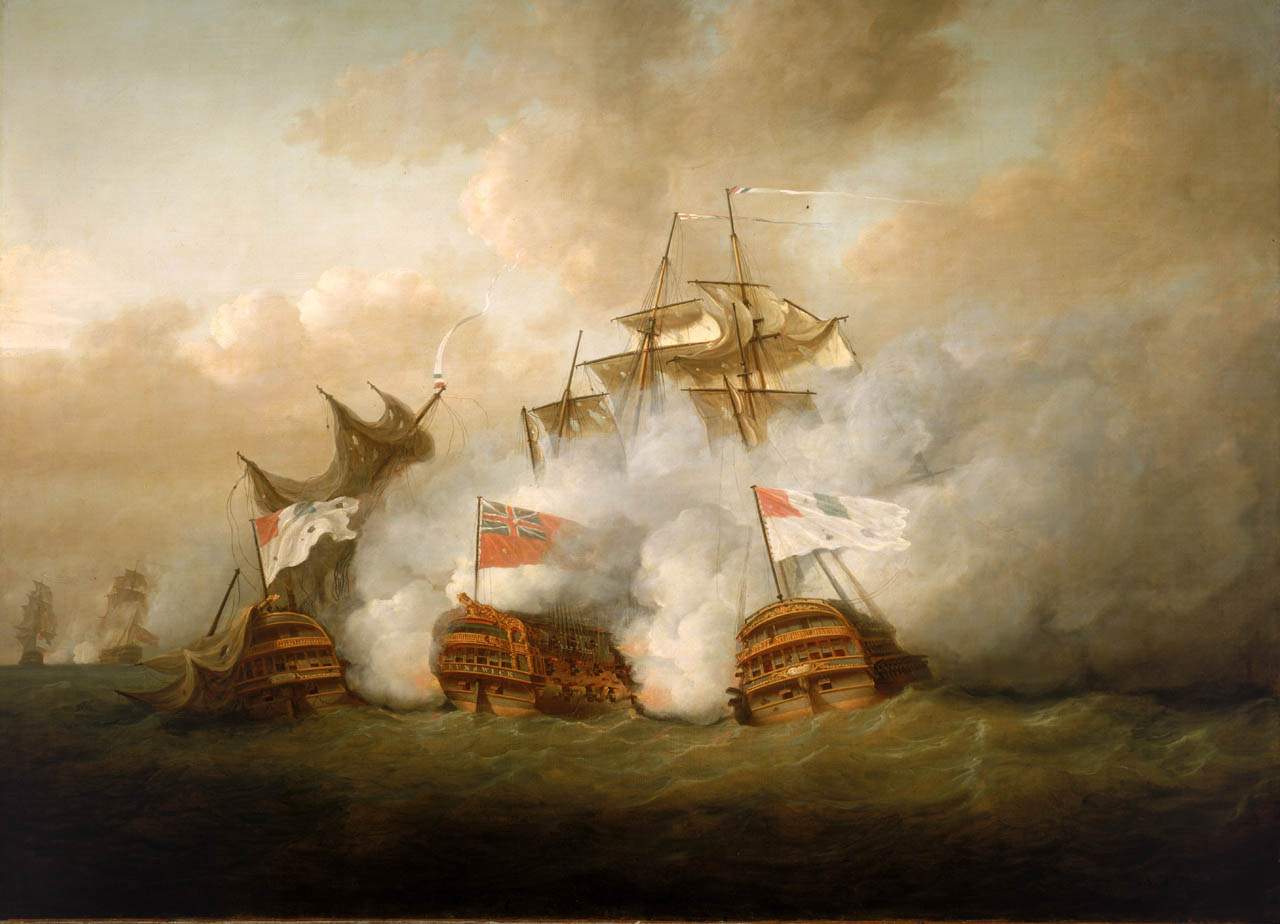
HMS Brunswick atacat alhora per Marseillois i Achille. Quadre de Nicholas Pocock

El control de Geòrgia fou retornat formalment al seu governador reial, James Wright, al juliol de 1779, però no passaria realment sota control britànic fins després del setge de Charleston del 1780. Les forces patriotes van recuperar Augusta després d'un setge el 1781, però Savannah va romandre en mans britàniques fins al 1782.
Els danys soferts a Savannah van obligar els vaixells Marseillois, Zélé, Sagittaire, Protecteur i Experiment a tornar a Toló per reparar-los.
L'abril del 1778, John Paul Jones va dirigir una incursió a la ciutat de Whitehaven, a l'oest d'Anglaterra, que va representar el primer combat per part de les forces estatunidenques fora d'Amèrica del Nord.

## La campanya de Yorktown

### La planificació francesa i nord-americana per al 1781

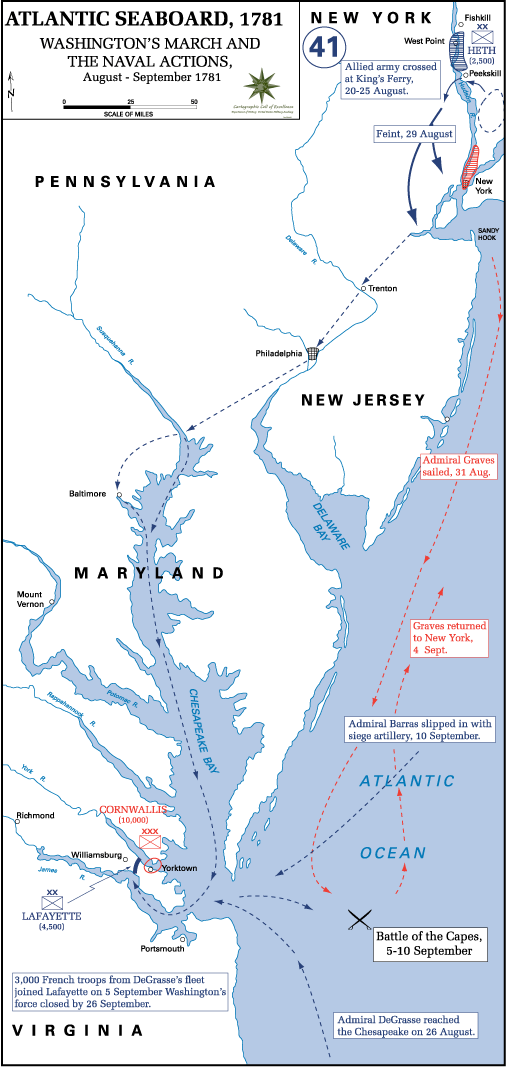
Mapa del litoral oriental que mostra els moviments navals durant la campanya de Yorktown

Els planificadors militars francesos van haver d'equilibrar les peticions de competències per a la campanya de 1781. Després dels intents fallits de cooperació estatunidenca que van provocar assalts fallits a Rhode Island i Savannah, es van adonar que era necessària una participació més activa a Amèrica del Nord. Tot i això, també van necessitar coordinar les seves accions amb Espanya, que teia un potencial interès per assaltar la fortalesa britànica de Jamaica. Va resultar que els espanyols no estaven interessats en les operacions contra Jamaica fins després de rebre informació sobre un intent britànic de reforçar l'assetjat Gibraltar, i només volien informació dels moviments de la flota britànica de les Antilles.
Quan la flota francesa es preparava per marxar de Brest (França), el març de 1781, es van prendre diverses decisions importants:
- La flota de les Índies Occidentals, dirigida pel comte François Joseph Paul de Grasse, després de les operacions a les Illes de Sobrevent, navegaria fins a cap a Cap-Français (actual Cap-Haïtien, Haití) per determinar quins recursos es necessitarien per assistir a les operacions espanyoles.

- A causa de la manca de transports, França també va prometre sis milions de livres per donar suport a l'esforç de guerra dels Estats Units en lloc de proporcionar tropes addicionals.[89]

- La flota francesa de Newport va rebre un nou comandant, el comte Jacques-Melchior de Barras Saint-Laurent. Va rebre l'ordre de comandar la flota de Newport per assetjar el transport marítim britànic al voltant de Nova Escòcia i Terranova, i l'exèrcit francès de Newport va rebre l'ordre de combinar-se amb l'exèrcit de Washington a la rodalia de Nova York.[90]

Junt amb aquestes ordres, que deliberadament no eren totalment compartides amb el general Washington, De Grasse va rebre la instrucció d'assistir en les operacions estatunidenques després de la seva aturada a Cap-Français. El tinent general francès, Comte Jean-Baptiste de Rochambeau, va rebre la instrucció de dir-li a Washington que De Grasse podria assistir-hi, sense organitzar cap combat (Washington va saber de John Laurens, que estava a París, que De Grasse tenia discreció per venir al nord).

### Els primers moviments
El desembre de 1780, el general Clinton va enviar el general de brigada Benedict Arnold (que havia canviat de bàndol el setembre anterior) amb uns 1.700 efectius a Virgínia per dur a terme incursions i fortificar Portsmouth. Washington va respondre enviant al marquès de La Fayette al sud amb un petit exèrcit per enforntar-se a Arnold. Buscant atrapar Arnold entre l'exèrcit de La Fayette i un destacament naval francès, Washington va demanar ajuda a Chevalier Destouches, el comandant de la flota francesa a Newport. Destouches van ser aturat per la flota britànica a Amèrica del Nord, més gran, ancorada a la badia de Gardiner, a l'extrem oriental de Long Island, i no va poder ajudar-lo.
A principis de febrer, després de rebre informes de vaixells britànics danyats per una tempesta, Destouches va decidir enviar una expedició naval des de la seva base a Newport. El 9 de febrer, el capità Arnaud de Gardeur de Tilley va sortir de Newport amb tres vaixells (el vaixell de línia Eveille i les fragates Surveillante i Gentile). Quan de Tilley va arribar de Portsmouth quatre dies després, Arnold va retirar els seus vaixells, que tenien poc calat, cap al riu Elizabeth, on no podien seguir els vaixells francesos amb més calat. Incapaç d'atacar la posició d'Arnold, Tilley només va poder tornar a Newport.A la tornada, els francesos van capturar el HMS Romulus, una fragata de 44 canons enviada a investigar els seus moviments.
Aquest èxit i l'alta moral del general Washington van permetre a Destouches llançar una operació a gran escala. El 8 de març, Washington va estar a Newport quan Destouches va navegar amb tota la seva flota, transportant 1.200 soldats per utilitzar-los en operacions terrestres quan van arribar a Chesapeake.

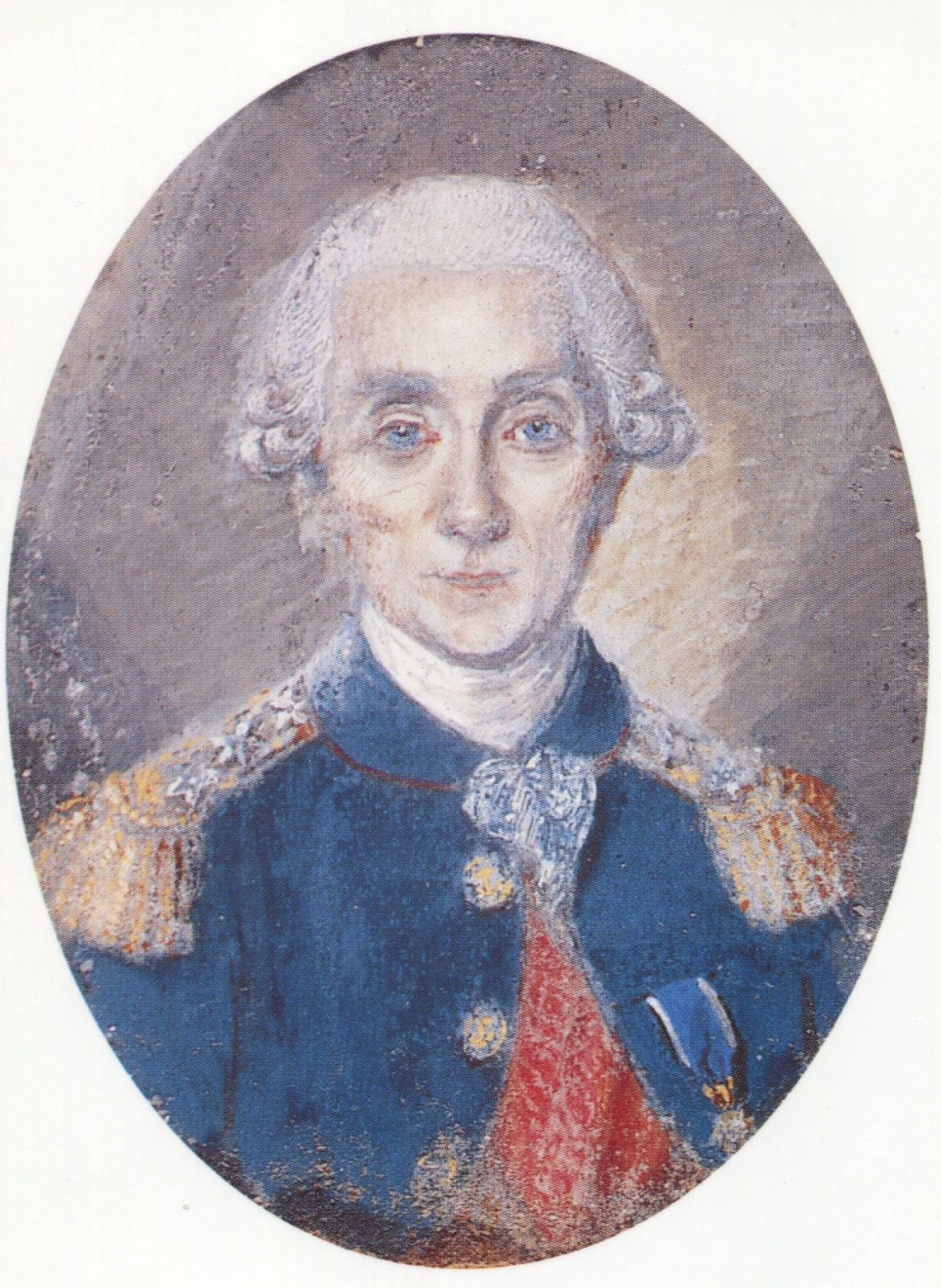
El comandant de la flota francesa Charles Sochet des Touches
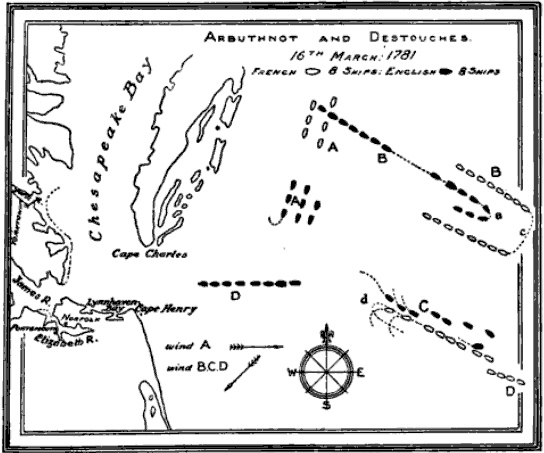
Diagrama tàctic de la batalla de Cape Henry: trobaba de les flotes (A), primer combat (B), segon combat (C) i dispersió (D)
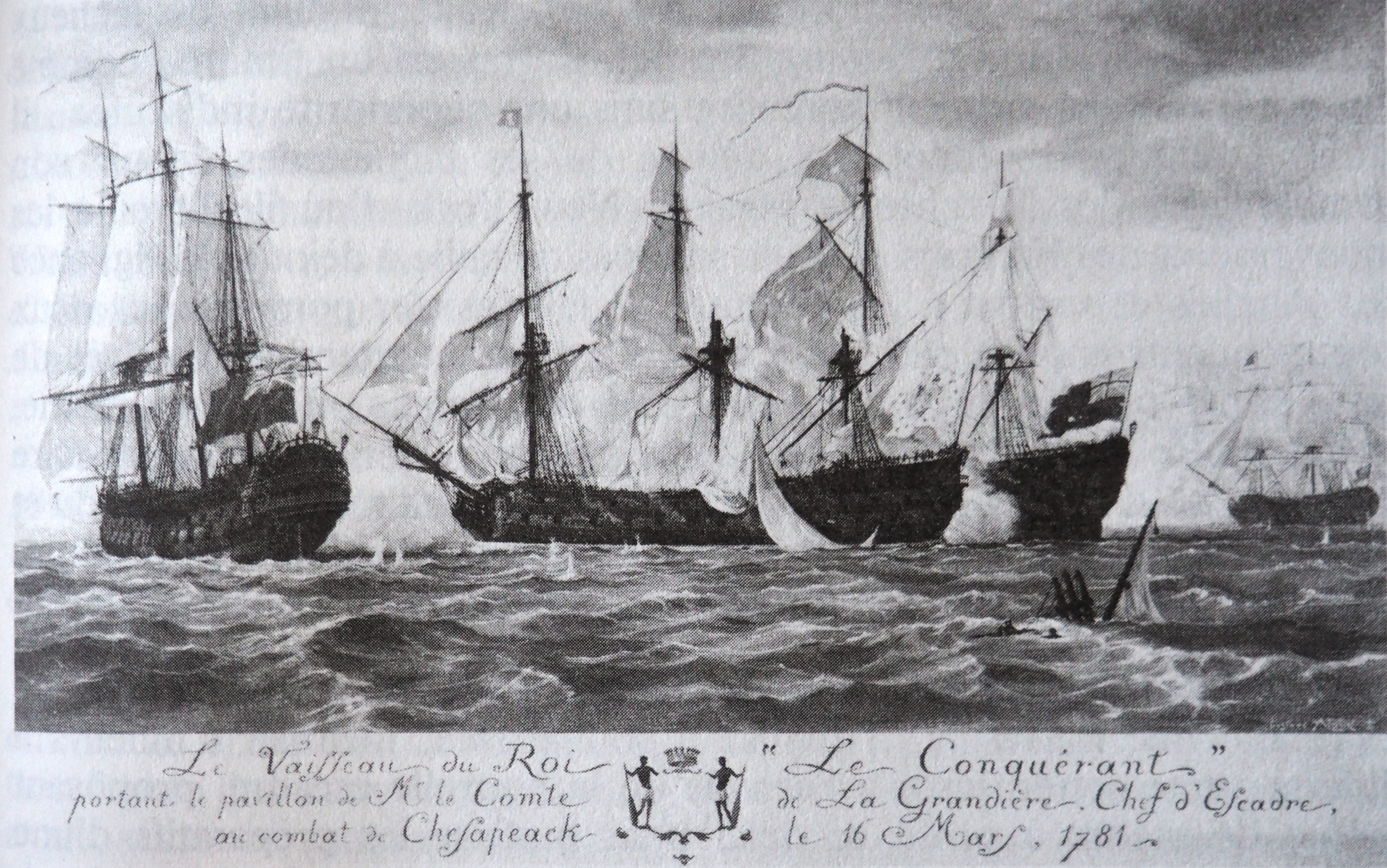
El Conquérant destruït pel foc britànic durant la batalla
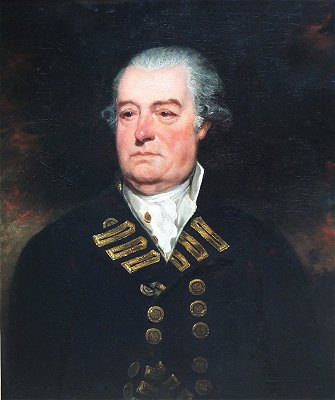
El comandant de la flota britànica Mariot Arbuthnot

Mariot Arbuthnot, el comandant de la flota britànica a Amèrica del Nord, era conscient que Destouches estava planificant alguna cosa, però no es va assabentar de la navegació de Destouches fins al 10 de març, i va conduir immediatament la seva flota a la badia de Gardiner per a perseguir-lo. Tenia l'avantatge de vents favorables i va arribar al Cap Henry el 16 de març, lleugerament per davant del Destouches. Tot i que va patir una derrota tàctica, Arbuthnot va poder endinsar-se a la badia de Chesapeake, frustrant així la intenció original de la missió de Destouches, obligant la flota francesa a tornar a Newport. Després que els transports lliuressin 2.000 homes per reforçar Arnold, Arbuthnot va tornar a Nova York. Va renunciar al càrrec com a cap d'estació al juliol i va marxar cap a Anglaterra, posant fi a una relació tempestuosa, difícil i improductiva amb el general Clinton.

### L'arribada de les flotes
La flota francesa va navegar des de Brest el 22 de març. La flota britànica estava ocupada amb els preparatius per subministrar l'assetjada Gibraltar i no va intentar oposar-se a la sortida. Després que la flota francesa salpés, la fragata Concorde va navegar cap a Newport, portant el comte de Barras, les ordres de Rochambeau i crèdits per als sis milions de livres. En un enviament separat enviat posteriorment, De Grasse també va presentar dues peticions importants. El primer va ser que se li va comunicar a Cap-Français la situació de l'Amèrica del Nord perquè pogués decidir com podia donar suport a les operacions allà, i el segon va ser subministrat amb 30 pràctics coneixedors de les aigües nord-americanes.
El 21 de maig, els generals George Washington (comandant de l'exèrcit estatunidenc) i el comte de Rochambeau (comandant de l'exèrcit francès a Amèrica del Nord), es van reunir per discutir possibles operacions contra els britànics. Van considerar un assalt o setge a la principal base britànica (a la ciutat de Nova York), o operacions contra les forces britàniques a Virgínia. Com que qualsevol d'aquestes opcions requeriria l'assistència de la flota francesa, aleshores a les Antilles, es va enviar un vaixell per reunir-se amb De Grasse, que s'esperava a Cap-Français, explicant les possibilitats i sol·licitant la seva ajuda. Rochambeau, en una nota privada per De Grasse, indicava que la seva preferència era per una operació contra Virgínia. Els dos generals van traslladar les seves forces cap a White Plains, Nova York, per estudiar les defenses de Nova York i esperar notícies de Grasse.
De Grasse va arribar a Cap-Français el 15 d'agost. De seguida va enviar la seva resposta, que va ser el que va fer a Chesapeake. Agafant 3.200 soldats, va navegar des de Cap-Français amb tota la seva flota, 28 vaixells de línia. Navegant fora de les rutes marítimes normals per evitar ser descobert, va arribar a la desembocadura de la badia de Chesapeake el 30 d'agost i va desembarcar les tropes per ajudar en el bloqueig terrestre de Cornualla. Dues fragates britàniques que anaven a patrullar fora de la badia van quedar atrapades dins de la badia per l'arribada de De Grasse; això va impedir que els britànics a Nova York coneguèssin la força total de la flota de De Grasse fins que era massa tard.
El britànic Sir George Brydges Rodney havia estat advertit que De Grasse tenia previst enviar almenys una part de la seva flota al nord. Tot i que tenia algunes pistes que podria prendre tota la seva flota (era conscient del nombre de pràctics que De Grasse havia demanat), va suposar que De Grasse no deixaria el comboi francès a Cap-Français, i que aquesta part de la seva flota l'escortaria cap a França. Per tant, Rodney va dividir la seva flota, enviant Sir Samuel Hood al nord amb 15 bucs de línia i va ordenar que descobrís la destinació de De Grasse a Amèrica del Nord i informar-ho a Nova York. Rodney, que estava malalt, se'n va endur la resta de la flota de tornada cap a Gran Bretanya per tal de recuperar-se, restablir la seva flota i evitar la temporada d'huracans de l'Atlàntic. Hood va navegar des d'Antigua el 10 d'agost, cinc dies després de Grasse. Durant el viatge, un dels seus vaixells es va separar i va ser capturat per un corsari.
Navegant més directament que De Grasse, la flota de Hood va arribar a l'entrada del Chesapeake el 25 d'agost. Al no trobar-hi cap vaixell francès, després va navegar cap a Nova York per reunir-se amb Sir Thomas Graves, al comandament de l'Estació d'Amèrica del Nord després de la sortida d'Arbuthnot, que havia estat diverses setmanes intentant interceptar un comboi organitzat per John Laurens per enviar subministraments molt necessaris i moneda forta de França a Boston. Quan Hood va arribar a Nova York, va trobar que De Graves es trobava a port (no havent interceptat el comboi), però només tenia cinc vaixells de línia que estaven preparats per a la batalla.
De Grasse havia notificat al seu homòleg a Newport, el comte de Barras Saint-Laurent, les seves intencions i la seva data prevista d'arribada. De Barras va navegar de Newport el 27 d'agost amb 8 vaixells de línia, 4 fragates i 18 transports que portaven armament i maquinària de setge francesos. Va navegar deliberadament per un recorregut complex per minimitzar la possibilitat de trobar-se amb els britànics, en cas que salpessin de Nova York per a perseguir-los. Mentrestant, Washington i Rochambeau, havien creuat el Hudson el 24 d'agost, deixant enrere algunes tropes com a previsió de qualsevol possible moviment per part del general Clinton per mobilitzar suport a Cornwallis.

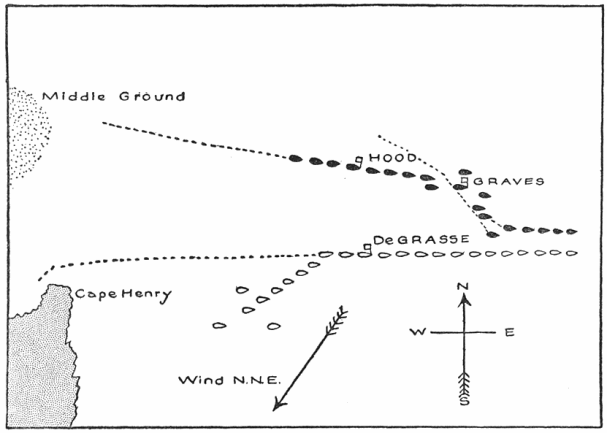
Formació de flotes; els vaixells britànics són negres, els vaixells francesos blancs.
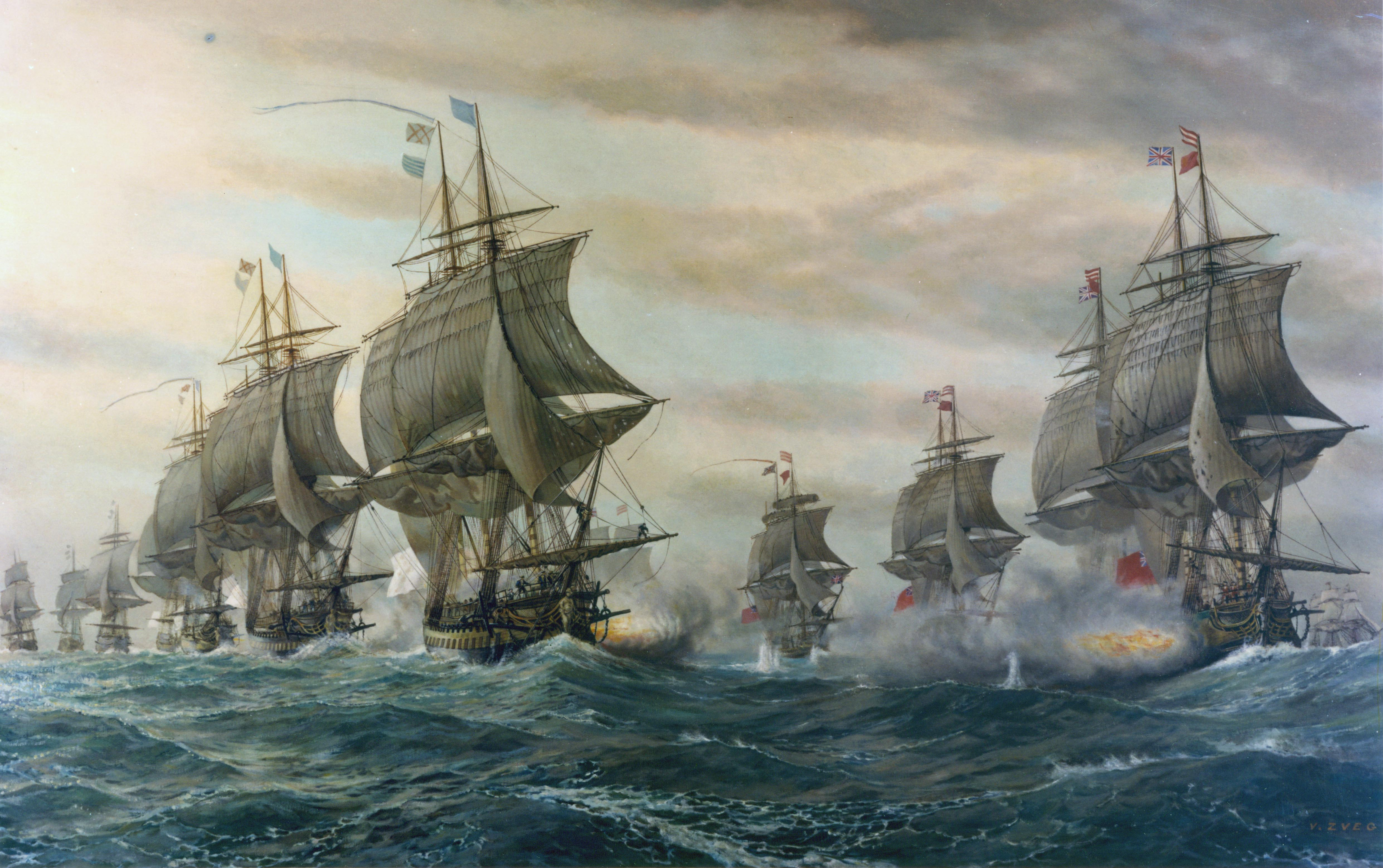
Batalla de Chesapeake, 5 de setembre de 1781
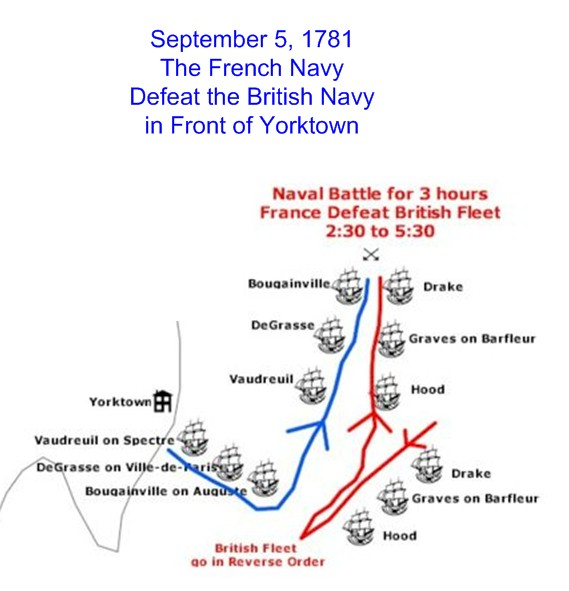
Gràfic mostrant el rumb de les flotes durant la batalla. Es detallen els vaixells almiralls (al centre de les línies) i de les seves avantguardes i rereguardes

La notícia de la sortida de De Barras va fer que els britànics s'adonessin que el probable objectiu de les flotes franceses era la badia de Chesapeake. Al 31 d'agost, Graves havia traslladat els seus vaixells al banc de sorra del port de Nova York. Prenent el comandament de la flota combinada, ara amb 19 vaixells, Graves va navegar cap al sud i va arribar a la desembocadura del riu Chesapeake el 5 de setembre. El seu progrés va ser lent; el mal estat d'alguns dels bucs de les Índies Occidentals (contràriament a les afirmacions de l'almirall Hood que la seva flota era apta per a un mes de servei) va requerir reparacions durant el camí. A Graves també li preocupava alguns vaixells de la seva pròpia flota; en particular, Europa tenia dificultats per maniobrar. L'enfrontament de les dues flotes es va iniciar amb el bescanvi de trets entre el 74 canons del Marseillois contra els 64 canons del HMS Intrepid sota el comandament del britànic Anthony Molloy.

## Conseqüències

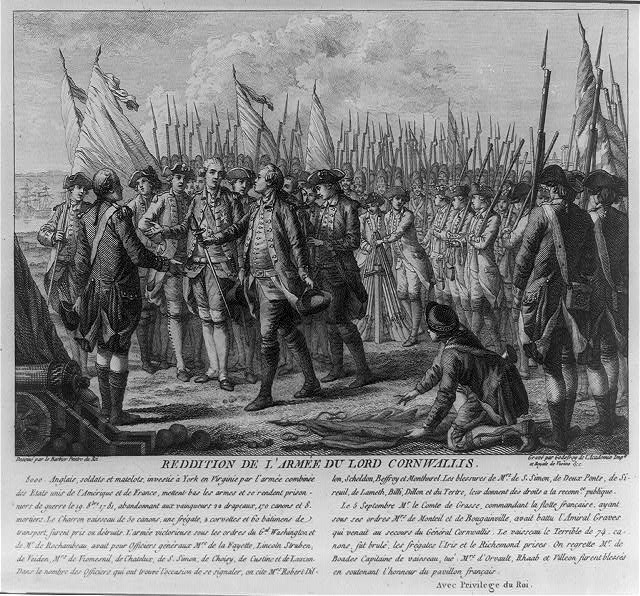
La rendició de Lord Cornwallis

La retirada britànica en desorden va provocar un pànic ràbiòs entre la població lleialista. La notícia de la derrota tampoc va ser ben rebuda a Londres. El rei Jordi III va escriure (molt abans de conèixer la rendició de Cornwallis) que «després del coneixement de la derrota de la nostra flota […] gairebé vaig pensar que s'arruïnaria l'imperi».
L'èxit francès de l'envoltament total de Cornwallis els va deixar amb el ferm control de la badia de Chesapeake. A més de capturar diversos vaixells britànics, De Grasse i De Barras van assignar els seus vaixells més petits per ajudar en el transport de les forces de Washington i Rochambeau des del cap d'Elk, Maryland fins a Yorktown.
No va ser fins al 23 de setembre que Graves i Clinton van saber que la flota francesa de Chesapeake comptava amb 36 vaixells. Aquesta notícia va sortir d'un despatx emès per Cornwallis el dia 17, acompanyat d'una sol·licitud d'ajuda: «Si no podeu donar-me suport molt aviat, heu d'estar disposats a sentir el pitjor». Després d'efectuar reparacions a Nova York, l'almirall Graves va navegar des de Nova York el 19 d'octubre amb 25 vaixells de línia i va transportar 7.000 efectius per rellevar Cornwallis. Va arribar dos dies després que Cornwallis es rendís a Yorktown. El general Washington va reconèixer a Grasse la importància del seu paper en la victòria: «Haureu observat que, en qualsevol esforç que han fet els exèrcits terrestres, la marina també ha participat en la present contensa». L'eventual rendició de Cornwallis va comportar la pau dos anys més tard i el reconeixement britànic dels Estats Units d'Amèrica com a país independent.
De Grasse va tornar amb la seva flota a les Antilles. En un important combat que va suspendre els plans franco-espanyols per a la captura de Jamaica el 1782, va ser derrotat i fet presoner per Rodney a la batalla de Saintes. El seu vaixell almirall Ville de Paris es va perdre al mar en una tempesta mentre va ser conduït cap a Anglaterra com a part d'una flota comandada per Graves. Malgrat la polèmica sobre la seva participació en aquesta batalla, Graves va continuar servint, va ascendir a almirall i va rebre un títol de noble irlandès, convertint-se en Baró Graves de Gravesend al comtat de Londonderry.